# La Pryor
La Pryor is een plaats (census-designated place) in de Amerikaanse staat Texas, en valt bestuurlijk gezien onder Zavala County.

## Demografie
Bij de volkstelling in 2000 werd het aantal inwoners vastgesteld op 1491.

## Geografie
Volgens het United States Census Bureau beslaat de plaats een oppervlakte van
6,9 km², geheel bestaande uit land. La Pryor ligt op ongeveer 227 m boven zeeniveau.

## Plaatsen in de nabije omgeving
De onderstaande figuur toont nabijgelegen plaatsen in een straal van 32 km rond La Pryor.